# Diario de Málaga
El Diario de Málaga fue un periódico español editado en la ciudad de Málaga entre 1919 y 1936.

## Historia
Fundado en 1919 como un diario católico y conservador, en su primera etapa fue un órgano del Partido Conservador en Málaga. Durante algún tiempo estuvo dirigido por Eduardo León y Serralvo, fundador del diario El Cronista. Posteriormente sería dirigido por Vicente Davó de Casas, cuya familia sería propietaria del periódico. En los años de la Segunda República el diario pasó a configurarse como el principal periódico conservador de la ciudad, cercano a la coalición conservadora CEDA. No obstante, tuvo un papel secundario frente a otros diarios como La Unión Mercantil —principal periódico de Málaga en estos años— o El Popular. El Diario de Málaga desapareció en 1936, al comienzo de la Guerra civil.